# Assassinat de Brahim Bouarram
Brahim Bouarram va ser un jove marroquí assassinat l'1 de maig de 1995 a París per un militant d'extrema dreta, entre les dues voltes de les eleccions presidencials franceses. L'any 2003 es va instal·lar una placa commemorativa en el lloc del crim.

## Història

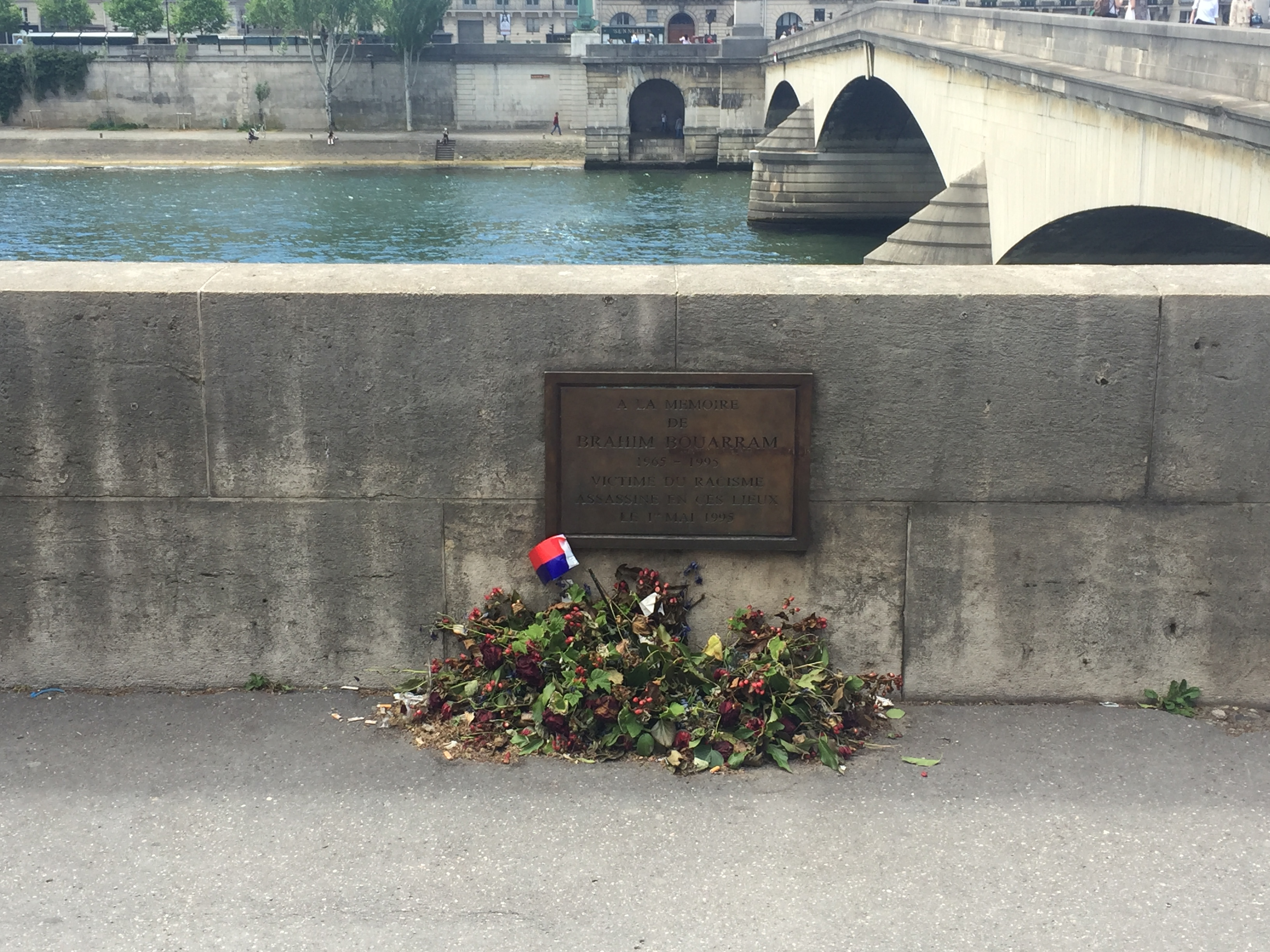
Placa commemorativa al pont du Carrousel.

Brahim Bouarram, un marroquí nascut l'any 1965, va ser empès l'1 de maig de 1995 al riu Sena, a tocar del Pont du Carrousel de París, per un manifestant a l'entorn de la desfilada anual del Front Nacional en honor de Joana d'Arc. El riu estava inundat i el corrent era fort, sumat al fet que no sabia nadar, va acabar ofegant-se. Tenia 29 anys i era pare de dos fills. L'atac no només va estar motivat per raons racistes, sinó també homòfobes. El crim es va cometre en un lloc de la riba del Sena conegut per les assídues trobades homosexuals, i un dels agressors, abans d'anar-hi, va cridar «amenaces sidaïques» cap als transeünts que s'hi dirigien.
Jean-Marie Le Pen, que va qualificar l'acte com a «accident», va declarar poc després: «lamento que un home desgraciat s'hagi ofegat, però en una aglomeració de 10 milions d'habitants, aquest tipus de notícies sempre poden produir-se, o fins i tot crear-se a voluntat». El president del Front Nacional també ho va veure com una manipulació dels mitjans de comunicació i una provocació cap al seu partit.
El president de la República, François Mitterrand, es va acostar dos dies després dels fets, el 3 de maig, al lloc precís del pont du Carrousel on Bouarram va ser empès al riu, durant una manifestació de rebuig a l'assassinat, a la que hi van assistir unes 12.000 persones.
El principal acusat, Mickaël Fréminet, de 19 anys en el moment dels fets, va ser condemnat el 15 de maig de 1998 pel tribunal d'assises de París a vuit anys de presó per assassinat. El tribunal també va condemnar Christophe Calame (militant del Front Nacional), David Halbin (cuiner, associat del Front Nacional) i David Parent a cinc anys de presó, quatre dels quals van quedar suspesos, per omissió del deure d'assistència a una persona en perill.

## Commemoracions

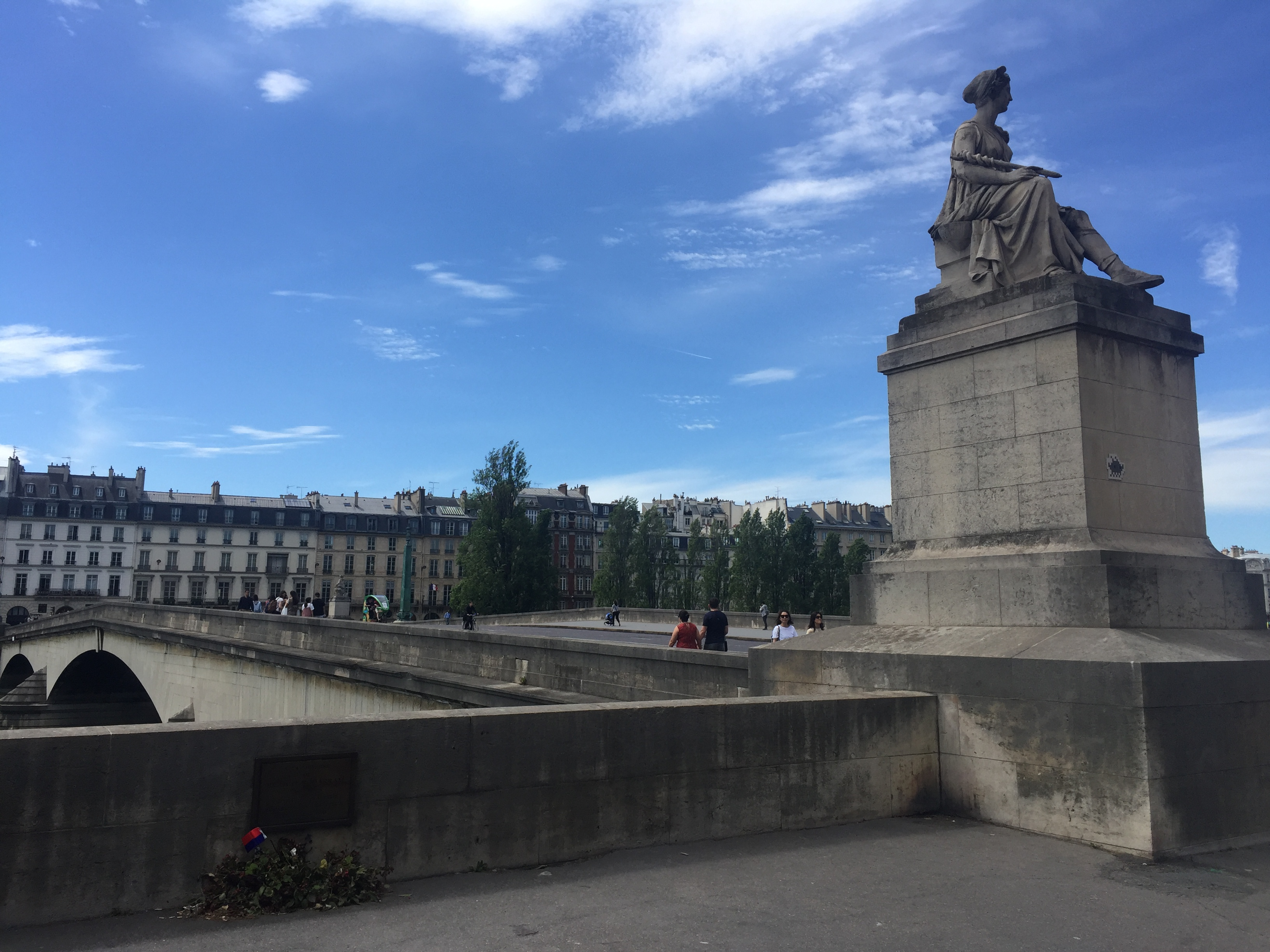
Vista de la placa commemorativa sobre el pont du Carrousel.

L'any 2003, l'alcalde de París Bertrand Delanoë, en nom dels ciutadans parisencs, va honrar la seva memòria i la de totes les víctimes de racisme amb la instal·lació d'una placa commemorativa sobre el marge dret de l'andana del pont.
L'1 de maig de 2017, també entre les dues rondes de les eleccions presidencials franceses, Jean-Luc Mélenchon i Emmanuel Macron van pujar al pont, en homenatge a Brahim Bouarram. Aquesta cerimònia va tenir lloc en presència del fill de Brahim Bouarram i de l'alcalde Bertrand Delanoë.
L'1 de maig de 2018, l'alcaldessa de París Anne Hidalgo i el portaveu del govern francès Benjamin Griveaux, en representació del president Macron, van dipositar una corona de flors en homenatge a Bouarram.

## Música
El grup musical Zebda va escriure una cançó sobre aquest cas: «Le pont du Carrousel», editada al senzill «Tomber la chemise» (1999).
El grup musical Les Wriggles va mencionar el cas Brahim Bouarram a la cançó «Plouf», a l'àlbum Justice avec des saucisses.